# Lasia

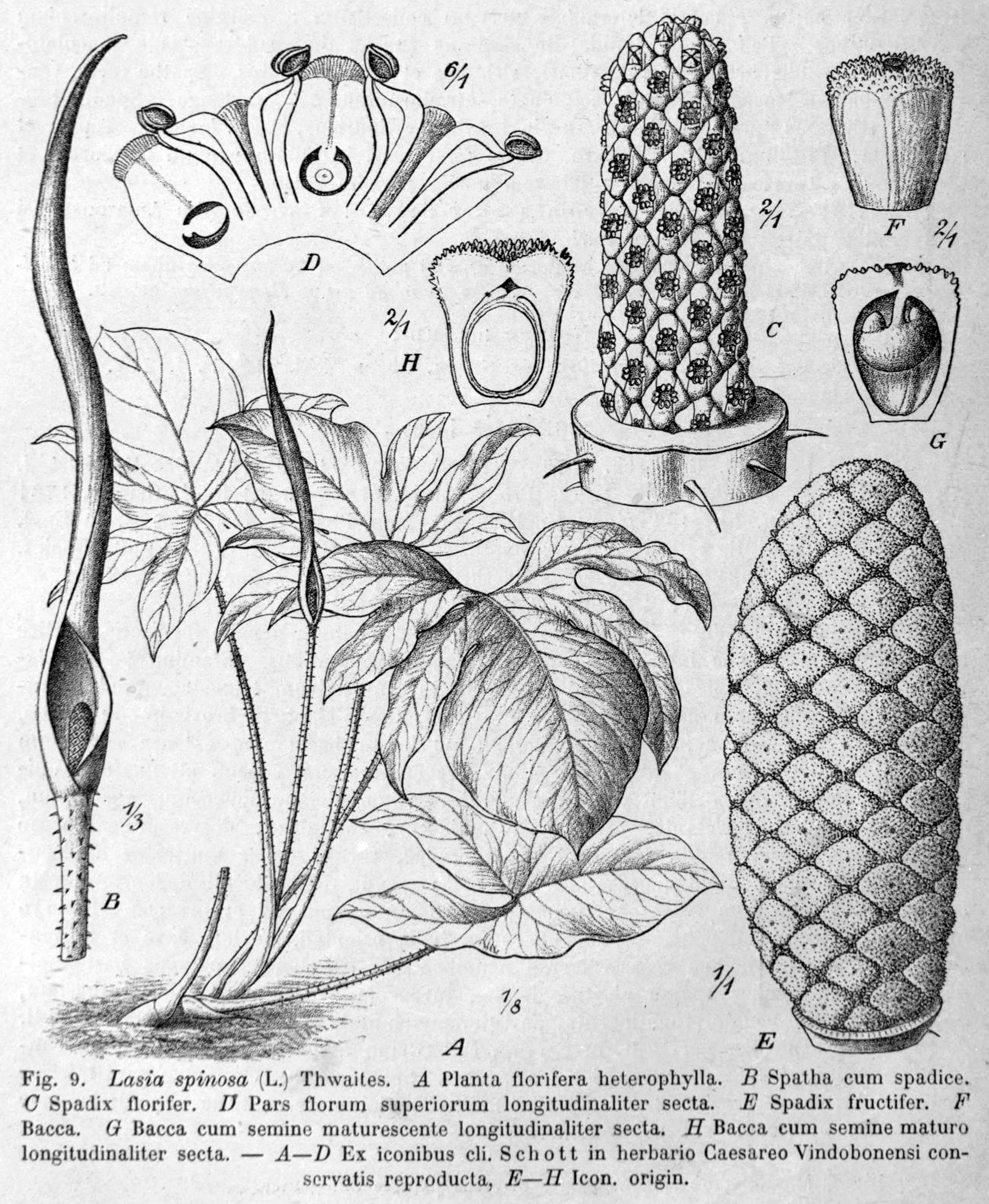
Morfologia Lasia spinosa

Lasia Lepr. – rodzaj wieloletnich, bagiennych, ziemnopączkowych lub naziemnopączkowych roślin zielnych z rodziny obrazkowatych, obejmujący 2 gatunki: Lasia concinna Alderw., endemiczny dla Borneo, oraz Lasia spinosa (L.) Thwaites, występujący w Chinach i na Tajwanie oraz w Azji tropikalnej, od Indii do Nowej Gwinei. Oba gatunki zasiedlają bagna oraz zbiorniki wodne z wodą stojącą i spokojną. Nazwa naukowa rodzaju pochodzi od greckiego słowa λάσιος (lasios – najeżony) i odnosi się do kolczastych pędów tej rośliny.
Rodzaj posiada homonim w taksonomii zwierząt: Lasia Wiedemann – rodzaj owadów z rodziny Acroceridae z rzędu muchówek.

## Morfologia
ŁodygaKłącze, długie, o średnicy do 4 cm.
LiścieOgonki liściowe, tworzące pochwę u nasady, zielone do oliwkowych, pokryte kolcami, o długości do 75 cm (L. concinna) lub do 120 cm (L. spinosa). Blaszki liści młodocianych strzałkowate do strzałkowato-oszczepowatych, a liści dojrzałych pierzastosieczne do wachlarzowatopalczastych z równowąskimi lub lancetowatymi listkami, o wymiarach od 12,5–22,5×5–12,5 cm (L. concinna) do 15–35×2–7 cm (L. spinosa). Główne nerwy L. spinosa odosiowo pokryte kolcami.
KwiatyRośliny jednopienne. Kwiatostan, typu kolbiastego pseudancjum, wyrasta na pokrytej kolcami, zielonej szypułce o długości ogonka liściowego lub krótszej. Pochwa kwiatostanu – w dolnej części, pokrywającej kolbę, krótka i rozchylona na długości kilku centymetrów, powyżej wydłużona, konoidalno-eliptyczna, o długości równej dolnej części (L. concinna) lub równowąska i bardzo wydłużona (L. spinosa), ściśle zwinięta, niekiedy spiralnie skręcona – twarda, o długości 20–30 cm (L. concinna) lub 15–50 cm (L. spinosa), wewnątrz zielona (L. concinna) lub karminowo-purpurowa (L. spinosa), z zewnątrz czarno-brązowa lub czarno-purpurowa. Kolba cylindryczna, siedząca, gęsto pokryta kwiatami, różowa lub żółta, o długości kilku centymetrów, po zawiązaniu owoców wydłużająca się kilkukrotnie. Kwiaty obupłciowe, z czterema (rzadziej sześcioma) sklepionymi, niemal ściętymi poziomo  listkami okwiatu, 4–6 pręcikami o krótkich i szerokich nitkach, krótszych od nich główkach i eliptycznych pylnikach oraz jajowatą, jednokomorową zalążnią, zawierającą pojedynczy anatropowy zalążek, ze stożkowatą szyjką i okrągłym, główkowatym, wklęsłym znamieniem słupka.
OwoceOwocostan składa się ze ścieśnionych do niemal czworokątnych, mięsistych jagód. Nasiona niemal klinowate, spłaszczone, o grubej łupinie, pozbawione bielma (lub z zanikającym bielmem).

## Systematyka
Pozycja rodzaju według Angiosperm Phylogeny Website (aktualizowany system APG IV z 2016)Należy do podrodziny Lasioideae, rodziny obrazkowatych (Araceae), rzędu żabieńcowców (Alismatales) w kladzie jednoliściennych (ang. monocots).

## Zastosowanie
Rośliny jadalneMłode liście Lasia spinosa oraz jej kłącza używane są jako przyprawa. Młode liście jedzone są również podobnie jak liście szpinaku.
Rośliny leczniczeW Indiach liście Lasia spinosa spożywane są w razie bólu brzucha, podziemna łodyga oraz owoce w razie problemów z gardłem, a całe rośliny stosowane są w razie kolek i chorób jelit.
Rośliny ozdobneLasia spinosa jest rośliną bardzo rzadko uprawianą w ogrodach botanicznych oraz jako ozdoby stawów i jeziorek w krajach o klimacie tropikalnym.